# Karin Miyawaki
Karin Miyawaki (jap. 宮脇花綸 Miyawaki Karin; ur. 4 lutego 1997) – japońska florecistka, brązowa medalistka mistrzostw świata.
W 2014 roku zdobyła brąz indywidualnie na mistrzostwach świata juniorów w Płowdiwie.
Podczas mistrzostw świata w Mediolanie w 2023 roku Japonki w składzie: Sera Azuma, Komaki Kikuchi, Karin Miyawaki i Yuka Ueno zdobyły brązowy medal w zawodach drużynowych. W turnieju indywidualnym zajęła tam 26. miejsce. Była też między innymi czwarta drużynowo na mistrzostwach świata w Kairze w 2022 roku.
Ponadto zdobyła złoto drużynowo na igrzyskach azjatyckich w Dżakarcie (2018) oraz brąz drużynowo na igrzyskach azjatyckich w Inczonie (2014) i igrzyskach azjatyckich w Hangzhou (2022).